# Judy Carne
Judy Carne est une actrice britannique née le 27 avril 1939 à Northampton (Royaume-Uni), et morte dans la même ville le 3 septembre 2015.

## Biographie
À la fin des années 1960, elle auditionne pour le rôle-titre d'Eglantine Price dans le film L'Apprentie sorcière (1971) mais elle n'est retenue ni pour le film ni pour ce qui est courant à l'époque, un disque de « seconde distribution ». Toutefois, pour ce qui reste un « mystère » pour Tim Hollis et Greg Ehrbar (auteurs d'un historique de Walt Disney Records), la chanson Substitutiary Locomotion éditée sur le disque "seconde distribution" du film est ce qui semble être l'enregistrement de l'audition de Judy Carne présente pour une raison inconnue.

## Vie privée
Elle est mariée à l'acteur Burt Reynolds de 1963 à 1965 et au producteur Robert Bergmann de 1970 à 1971. Les deux mariages sont brefs, sans enfant, et se terminent en divorce. 
En 1978, après avoir été innocentée d'une accusation de possession d’héroïne, elle est impliquée dans un accident de voiture avec son second mari, ce qui lui cause un traumatisme cervical. Son problème de consommation de drogue continue et elle est arrêtée à nouveau pour possession d’héroïne.
Son autobiographie, Laughing on the Outside, Crying on the Inside: The Bittersweet Saga of the Sock-It-To-Me Girl (1985), raconte ses difficultés avec la drogue, son mariage raté avec Reynolds, et sa  bisexualité.
Carne retourne dans le Northamptonshire en Angleterre dans les années 1980, vivant paisiblement dans le village de Pitsford. Elle meurt de pneumonie le 3 septembre 2015 dans un hôpital de Northampton.

## Filmographie
- 1961 : The Rag Trade (série télévisée) : (1961)
- 1962 : Fair Exchange (série télévisée) : Heather Finch
- 1962 : A Pair of Briefs : Exotic dancer (maid)
- 1964 : The Baileys of Balboa (série télévisée) : Barbara Wyntoon
- 1964 : Les Jeux de l'amour et de la guerre (The Americanization of Emily) : 2nd 'Nameless Broad'
- 1966 : Love on a Rooftop (série télévisée) : Julie Willis
- 1969 : All the Right Noises : Joy Lewin
- 1971 : Amnésie totale (Dead Men Tell No Tales) (téléfilm) : Midge Taylor
- 1973 : Oh, Baby, Baby, Baby... (téléfilm) : Stacy Stoner
- 1973 : Someone at the Top of the Stairs (téléfilm) : Gillian
- 1974 : QB VII (feuilleton TV) : Natalie
- 1974 : Only with Married Men (téléfilm) : Marge West